# بوستان سعدی

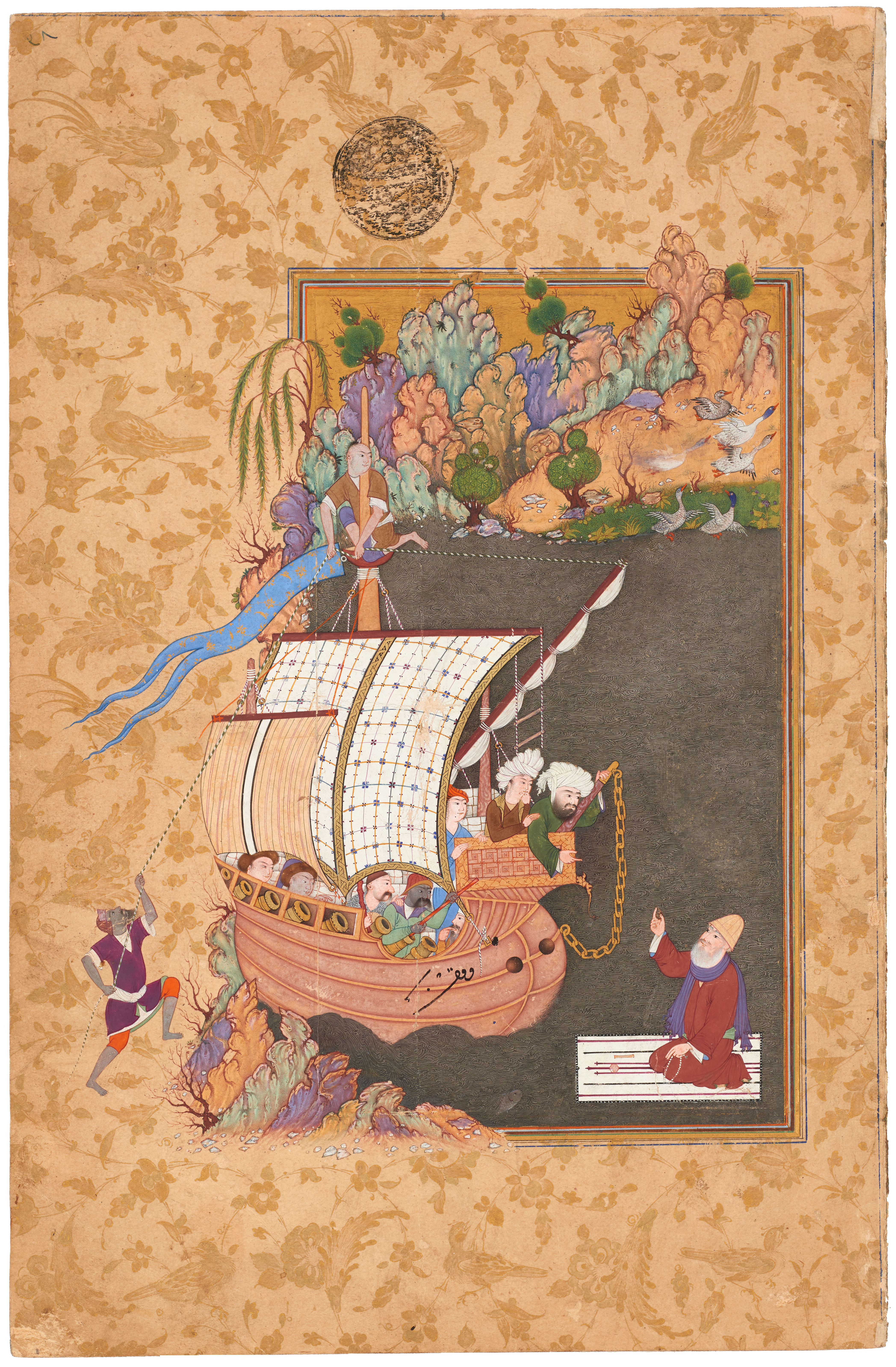
حکایت سعدی از پیر فاریاب، نام اثری است که به حکایت معروفی در بوستان سعدی پرداخته‌است. ماجرای این حکایت که در «باب سوم در عشق و مستی و شور» ذکر شده، به کرامت درویشی فاریابی که از دوستان سعدی شیرازی است اشاره می‌کند که در موقعیتی که از کشتی جامانده، با پهن‌کردن سجاده و بدون این‌که تر شود، از رودخانه عبور می‌کند و خطاب به سعدی که از این واقعه متحیرگشته به کنایه‌ می‌گوید «تورا ناخدا بُرد، ما را خدای». این اثر در مالکیت مجموعه داوود قرار دارد.

بوستان سعدی یا سعدی‌نامه، نخستین اثر سعدی است که به‌صورت نظم تألیف شده‌است. او این اثر را زمانی که در سفر بوده‌است، سروده و هنگام بازگشت به شیراز، آن را به دوستانش عرضه کرده‌است. این اثر در قالب مثنوی و در بحر متقارب (فعولن) سروده شده و از نظر قالب و وزن شعری «حماسی» است، هر چند که از نظر محتوا به اخلاق و تربیت و سیاست و اجتماعیات پرداخته‌است.
• این کتاب در سال ششصد و پنجاه و پنج سروده شده است:
| به روز همایون و سال سعید    |  | به تاریخ فرخ میان دو عید     |
| ز ششصد فزون بود پنجاه و پنج |  | که پر در شد این نامبردار گنج |

بوستان ده باب دارد و هر باب به موضوعی ربط دارد.
این کتاب (با عنوان انگلیسی The Orchard) به انتخاب نشریه گاردین جزو ۱۰۰ کتاب برتر تاریخ بشریت برگزیده شده‌است.

## باب های بوستان

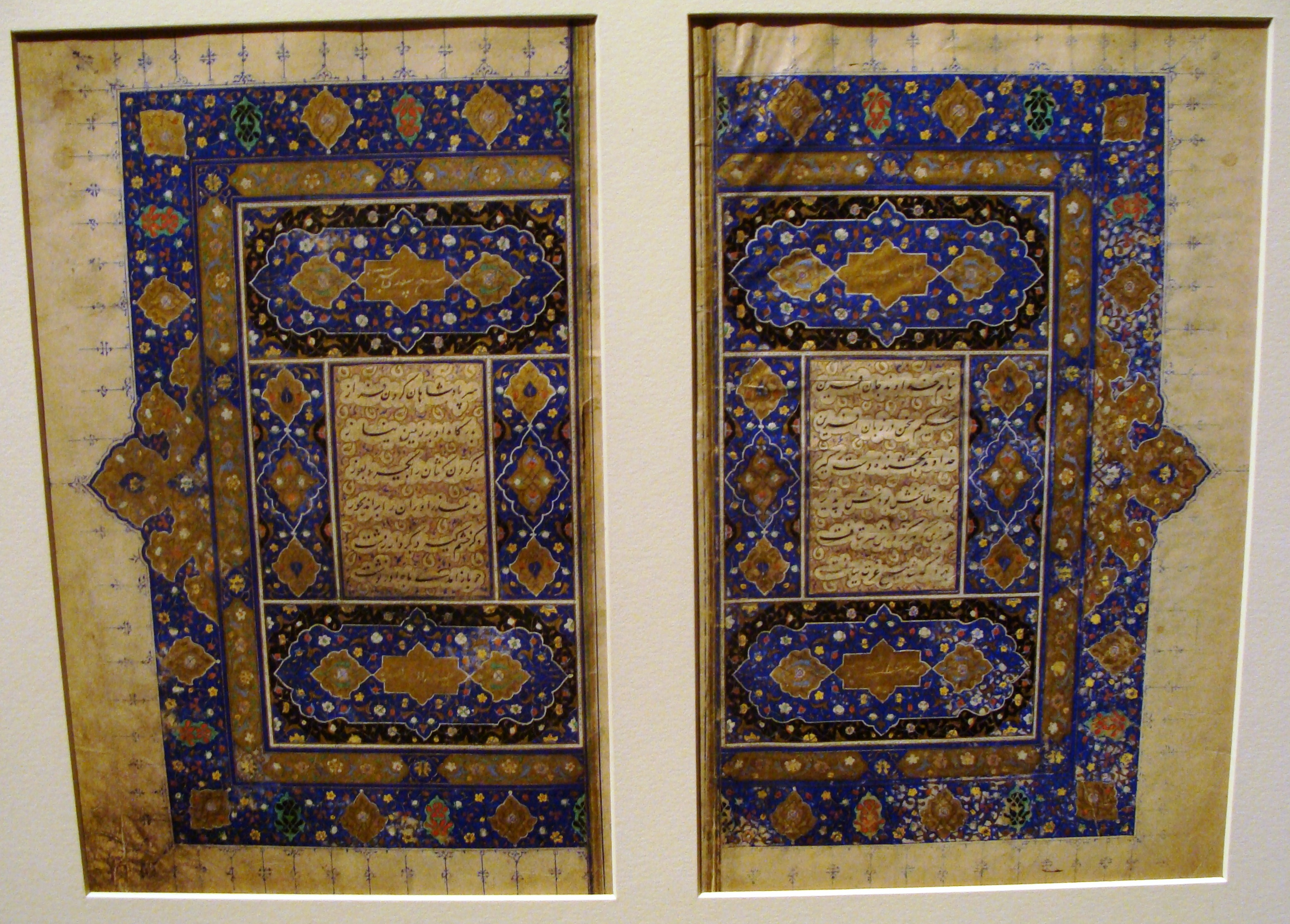
برگه‌ای از بوستان سعدی نوشته شده در بخارا به سال ۱۵۳۹ میلادی. این اثر ارزشمند امروزه در موزه هنر نلسون اتکینز واقع در کانزاس سیتی در ایالات متحده نگاهداری می‌شود.

بوستان سعدی به ده باب تقسیم شده‌است:
1. عدل
2. احسان
3. عشق
4. تواضع
5. رضا
6. قناعت
7. تربیت
8. شکر
9. توبه
10. مناجات

ابواب بوستان در دیباچه بوستان سعدی:
| یکی باب عدل است و تدبیر و رای |  | نگهبانی خلق و ترس خدای       |
| دوم باب احسان نهادم اساس      |  | که منعم کند فضل حق را سپاس   |
| سوم باب عشق است و مستی و شور  |  | نه عشقی که بندند بر خود بزور |
| چهارم تواضع، رضا پنجمین       |  | ششم ذکر مرد قناعت گزین       |
| به هفتم در از عالم تربیت      |  | به هشتم در از شکر بر عافیت   |
| نهم باب توبه است و راه صواب   |  | دهم در مناجات و ختم کتاب     |

## دیباچه بوستان سعدی
| به نام خداوند جان آفرین      |  | حکیم سخن در زبان آفرین       |
| خداوند بخشندهٔ دستگیر         |  | کریم خطا بخش پوزش پذیر       |
| عزیزی که هر کز درش سر بتافت  |  | به هر در که شد هیچ عزت نیافت |
| سر پادشاهان گردن فراز        |  | به درگاه او بر زمین نیاز     |
| نه گردن کشان را بگیرد به فور |  | نه عذرآوران را براند به جور  |
| وگر خشم گیرد ز کردار زشت     |  | چو بازآمدی ماجرا در نوشت     |
| اگر با پدر جنگ جوید کسی      |  | پدر بی گمان خشم گیرد بسی     |
| وگر خویش راضی نباشد ز خویش   |  | چو بیگانگانش براند ز پیش     |
| وگر بنده چابک نباشد به کار   |  | عزیزش ندارد خداوندگار        |
| وگر بر رفیقان نباشی شفیق     |  | به فرسنگ بگریزد از تو رفیق   |

## نمونهٔ اشعار بوستان سعدی
| به مجنون کسی گفت کای نیک پی |  | چه بودت که دیگر نیایی به حی؟   |
| مگر در سرت شور لیلی نماند   |  | خیالت دگر گشت و میلی نماند؟    |
| چو بشنید بیچاره بگریست زار  |  | که ای خواجه دستم ز دامن بدار   |
| مرا خود دلی دردمند است ریش  |  | تو نیزم نمک بر جراحت مریش      |
| نه دوری دلیل صبوری بود      |  | که بسیار دوری ضروری بود        |
| بگفت ای وفادار فرخنده خوی   |  | پیامی که داری به لیلی بگوی     |
| بگفتا مبر نام من پیش دوست   |  | که حیف است نام من آنجا که اوست |

## بوستان سعدی در زبان‌های دیگر

### ترجمۀ ترکی تفتازانی
ولد چلبی به نسخه‌ای از ترجمۀ منثور بوستان سعدی به زبان ترکی اشاره کرده و آن را به تفتازانی منسوب کرده‌است.

### ترجمه به زبان فرانسوی
گارسن دوتاسی (به فرانسوی: Garcin de Tassy)، نخستین کسی بود که در ۱۸۵۹ بوستان سعدی را به‌طور کامل به فرانسه برگرداند. پس از او مترجمان دیگری نیز این اثر را به فرانسه ترجمه کردند که از معروفترین آن‌ها می‌توان از ژان‌باتیست نیکولا (به فرانسوی: J. B. Nicolas)، باربیه دومنار (به فرانسوی: A. Barbier de Meynard) نام برد.

### ترجمه به زبان آلمانی
بوستان سعدی برای نخستین بار در ۱۳۰ سال پیش و برای دومین بار و به‌طور کامل این روزها از سوی بنگاه انتشاراتی والشتاین در ۴۷۲ صفحه به زبان آلمانی نیز منتشر شده‌است. این کتاب با همکاری نشر حافظ و گوته در شهر بن آلمان انتشار یافته و جلال رستمی، سرپرست آن بوده‌است.

### ترجمه به زبان کردی
بوستان سعدی توسط عبدالسلام مدرسی (خانی) با همان نام اصلی کتاب به شیوۀ شعر و با حفظ وزن به زبان کردی و گویش سورانی ترجمه شده است. این ترجمه در سال ۱۳۹۶ در ارومیه از طرف مؤسسه انتشاراتی حسینی اصل در هزار نسخه به چاپ رسیده است.

## پای‌نوشته‌ها
1. ↑  «The top 100 books of all time». the guardian.
2. ↑  Gibb، E J، ج۱، ص۲۰۱-۲۰۳، W، A History of Ottoman Poetry، Cambridge، ۱۹۸۴
3. ↑  کتابشناسی ادبیات فارسی در زبان فرانسه، انتشارات سخن‌گستر و معاونت پژوهش و فناوری دانشگاه آزاد مشهد، ۱۳۹۳، ص ۷۳–۷۶
4. ↑  سعدی، شیخ مصلح‌الدین. ۱۳۹۶. بوستان سعدی، ترجمۀ عبدالسلام مدرسی (خانی)، ارومیه، مؤسسۀ‌انتشاراتی حسینی اصل، چاپ اول.